# Morag McLaren
Morag McLaren (Edimburgo, 1957) è un'attrice teatrale, soprano e insegnante scozzese.

## Biografia
Morag McLaren è nata ad Edimburgo e ha studiato musica all'Università di Lancaster e canto lirico alla Royal Northern College of Music; successivamente ha ottenuto una laurea magistrale al London College of Music.
Nel corso della sua carriera ha cantato per la Welsh National Opera e per la Scottish Opera, alternando all'attività operestica quella di attrice di musical nel West End londinese. Nel 1987 rimpiazzò Rosemary Ashe nel ruolo di Carlotta Giudicelli nella produzione originale di The Phantom of the Opera all'His Majesty's Theatre, mentre nel 1995 recitò con Judi Dench nel musical di Stephen Sondheim A Little Night Music.
Oltre alla carriera di attrice e cantante sulle scene, Morag McLaren ha insegnato voce e canto alla Guildhall School of Music and Drama e al London College of Music, oltre a curara la regia di allestimenti di opere sulle scene di Bath, tra cui Così fan tutte, Didone ed Enea e Il giro di vite.